# Kaspar (pièce de théâtre)
Pour les articles homonymes, voir Kaspar.

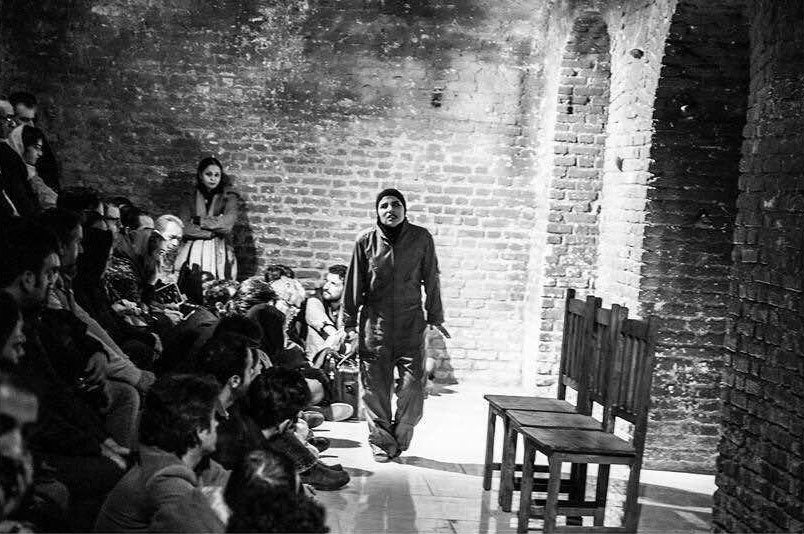
Kaspar mis en scène par Mohsen Moeini en 2015

Kaspar ou Gaspard est une pièce de théâtre écrite en 1967 par le dramaturge autrichien Peter Handke.
Cette œuvre dramatique de Handke est librement inspirée de la vie de Kaspar Hauser. Le thème principal en est le langage, sa capacité à torturer l'être humain dans une société où il est imposé et où le conformisme est la norme,, ; Kaspar est confronté à l'enfer social, « blessé par la compagnie des autres plus encore que par son passé traumatisant ».

## La pièce
C'est une pièce en deux actes pour six acteurs masqués et de nombreuses voix, qui peuvent être des enregistrements sur bande magnétique. Sans être entièrement didascalique comme Le Pupille veut être tuteur, elle comporte peu de répliques et de dialogues.
Kaspar au début prononce toujours la même phrase : « Ich möcht ein solcher werden, wie einmal ein andrer gewesen ist » (« J'aimerais devenir comme celui qu'un autre a été un jour »), sans paraître comprendre sa signification, et marche au hasard sur la scène remplie de meubles en désordre, se heurte aux meubles, trébuche sur ses lacets. Pendant ce temps, des voix neutres et mécaniques lui parlent, essayant de lui enseigner une structure de phrase et un vocabulaire corrects, de lui donner des règles de conduite correctes dans la société ; elles émettent parfois des absurdités incohérentes. Le langage de Kaspar devient plus cohérent, il dégage la scène, la décore avec des vases et des tableaux : il crée de l'ordre dans son monde.
Pendant l'entracte, le public est bombardé de phrases chaotiques, tirées de bulletins d'information, de discours politiques et de performances artistiques.
Au deuxième acte, cinq autres Kaspar apparaissent progressivement sur scène, chacun d'entre eux semblant avoir sa propre personnalité ; le premier Kaspar met un certain temps à reconnaître leur existence. Les voix extérieures se taisent. Kaspar déclame une longue tirade sur les bonnes manières en société, tandis que les autres Kaspar émettent des bruits bizarres et se frottent les uns aux autres avec des limes. Kaspar explique que le fait de vouloir comprendre les liens qui existent dans le monde l'a obligé à communiquer, mais en même temps, il s'est retrouvé dans une camisole de force en étant obligé de communiquer à tort et à travers,.

## Mises en scène notables
Kaspar a été créé simultanément le 11 mai 1968 dans deux théâtres en Allemagne : au Theater am Turm à Francfort-sur-le-Main dans une mise en scène de Claus Peymann et aux Städtische Bühnen à Oberhausen, dans une mise en scène de Günther Büch.

### En France
- 1972 : Kaspar, mise en scène de Peter Brook, Créteil, Centre international de recherche théâtrale[7],[8].
- 2005-2006 : Gaspard, mise en scène de Richard Brunel, Saint-Denis, Théâtre Gérard-Philipe[9].

## Éditions en français
- Gaspard (traduction de Thierry Garrel et Vania Vilers), L'Arche, coll. « Scène ouverte », 1972, 107 p.